# Samsung Focus
De Samsung Focus is een smartphone van Zuid-Koreaans bedrijf Samsung. De telefoon draait op de eerste versie van het besturingssysteem Windows Phone 7 van Microsoft. De Samsung Focus is de eerste in de Focus-reeks, de twee andere toestellen zijn de Samsung Focus S en de Samsung Focus Flash.
De voorkant van het toestel bestaat uit het scherm en de drie bekende WP7-knoppen, van links naar rechts: de terugknop, de home-knop en de zoekknop. De Samsung Focus heeft een Super-amoled-touchscreen met een schermdiagonaal van 4 inch en een resolutie van 480 bij 800 pixels. Op de achterkant is er een 5 megapixel-cameralens en een flitser te vinden.